# Гексацианокобальтат(III) водорода
Гексацианокобальтат(III) водорода — неорганическое соединение,
кислая комплексная соль кобальта и синильной кислоты
с формулой H3Co(CN)6,
бесцветные кристаллы,
растворяется в воде,
образует кристаллогидраты.

## Получение
- Действие концентрированной соляной кислоты на насыщенный раствор гексацианокобальтата(III) калия:

{\displaystyle {\mathsf {K_{3}Co(CN)_{6}+3HCl\ {\xrightarrow {}}\ H_{3}Co(CN)_{6}+3KCl}}}
При этом образуется гидрат переменного состава H3Co(CN)6•(0,3÷0,5)H2O.
- Действие разбавленной серной кислоты на разбавленный раствор гексацианокобальтата(III) калия с последующим осаждением сульфата калия спиртом:

{\displaystyle {\mathsf {2K_{3}Co(CN)_{6}+3H_{2}SO_{4}\ {\xrightarrow {50-55^{o}C}}\ 2H_{3}Co(CN)_{6}+3K_{2}SO_{4}}}}
При этом образуется гидрат состава H3Co(CN)6•5H2O.

## Физические свойства
Гексацианокобальтат(III) водорода образует кристаллогидраты различного состава:
- H3Co(CN)6•(0,3÷0,5)H2O — белые кристаллы гексагональной сингонии, параметры ячейки a = 0,6431 нм, c = 0,5695 нм, Z = 1;
- H3Co(CN)6•5H2O — бесцветные гигроскопичные кристаллы, которые при 100°С начинают терять воду.

Растворяется в воде и этаноле, не растворяется в эфире.

## Химические свойства
- Разлагается при нагревании:

{\displaystyle {\mathsf {H_{3}[Co(CN)_{6}]\ {\xrightarrow {120^{o}C}}\ Co(CN)_{3}+3HCN\uparrow }}}